# Anastasija Petryk
Anastasija Ihorivna Petryk (Oekraïens: Анастасія Ігорівна Петрик; Neroebajskoje, Oblast Odessa, 4 mei 2002) is een Oekraïense zangeres. 

## Biografie
Anastasija groeide op in het zuidoosten van Oekraïne. Ze zingt al vanaf jongs af aan. Haar oudere zus Viktoria Petryk werd tweede tijdens het Junior Eurovisiesongfestival 2008. Toen Viktoria twee jaar later auditie deed bij de Oekraïense versie van het programma Britain's Got Talent werd aan Anastasija gevraagd of ze ook kon zingen. Hierop zongen de zussen Petryk een cover op I Love Rock'n Roll. Door de positieve reacties van de jury besloten de zussen om samen verder te gaan in het programma. Ze eindigden in de halve finales. 
Hierna deed Anastasija Petryk mee aan verschillende internationale zangwedstrijden zoals Molodnaya Galtsjina en Tsjermonorskije igry. In 2012 won ze de junior versie van het festival New Wave in Letland, waar ze onder andere een duet met Filipp Kirkorov zong. 
In augustus 2012 won ze de Oekraïense nationale finale en mocht zo haar thuisland vertegenwoordigen op het Junior Eurovisiesongfestival 2012 in Amsterdam. Met haar liedje Nebo haalde ze de eerste overwinning voor Oekraïne binnen op het Junior Eurovisiesongfestival. 
Tijdens het Junior Eurovisiesongfestival 2013 was ze interval act en mocht ze stemmen van de kinderjury voorlezen. 
2003: Dino Jelušić · 
2004: María Isabel · 
2005: Ksenia Sitnik · 
2006: The Tolmachevy Twins · 
2007: Aleksej Zjigalkovitsj · 
2008: Bzikebi · 
2009: Ralf Mackenbach · 
2010: Vladimir Arzumanian · 
2011: Candy · 
2012: Anastasija Petryk · 
2013: Gaia Cauchi · 
2014: Vincenzo Cantiello · 
2015: Destiny Chukunyere · 
2016: Mariam Mamadasjvili · 
2017: Polina Bogoesevitsj · 
2018: Roksana Węgiel · 
2019: Wiktoria Gabor · 
2020: Valentina · 
2021: Maléna · 
2022: Lissandro · 
2023: Zoé Clauzure
2006: Nazar Slyoesartsjoek ·
2007: Ilona Galitska ·	
2008: Viktoria Petryk ·
2009: Andranik Aleksanjan ·
2010: Joelia Goerska ·
2011: Kristall ·
2012: Anastasija Petryk ·
2013: Sofija Tarasova ·
2014: Sympho-Nick · 
2015: Anna Trintsjer · 
2016: Sofiia Rol · 
2017: Anastasija Bahinska · 
2018: Darina Krasnovetska · 
2019: Sofia Ivanko · 
2020: Oleksandr Balabanov · 
2021: Olena Oesenko · 
2022: Zlata Dzjoenka · 
2023: Anastasia Dymyd